# Dean Guitars

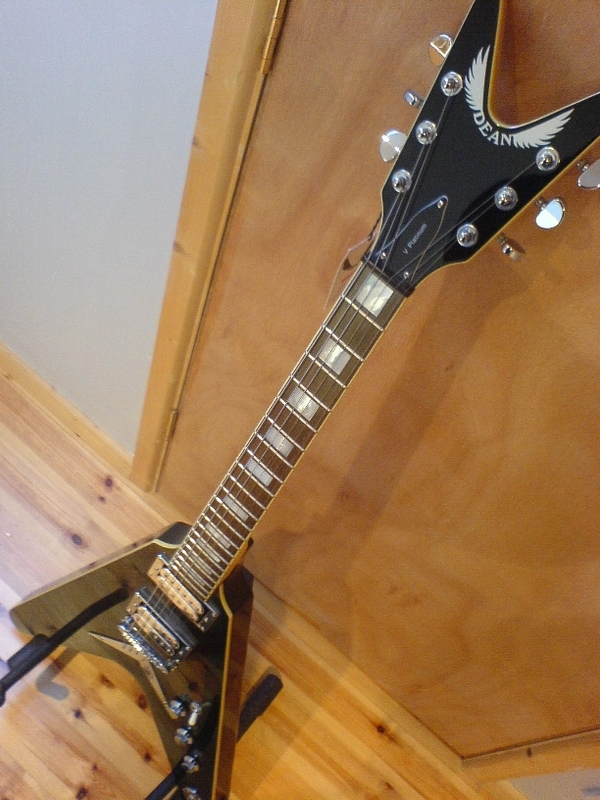
Een Deangitaar.

Dean Guitars is een Amerikaanse fabrikant van muziekinstrumenten, voornamelijk gitaren.

Een van de bekendste gitaristen die exclusief op Deangitaren speelt, is Michael Angelo Batio.
Ook voormalig Panteralid Dimebag Darrell speelde het grootste deel van zijn carrière op gitaren van Dean. Ook Dave Mustaine van (Megadeth) speelt sinds eind 2006 op een  Deangitaar.

## Historie
Dean Guitars werd opgericht in 1976 door Dean Zelinsky. Zelinsky vond dat de ontwikkeling van de [elektrische] rockgitaar stilstond en besloot om zo veel mogelijk aan het ontwerp te wijzigen. Veel Deangitaren zijn herkenbaar aan hun V-vormige headstock en extreem puntige uiterlijk. De gitaren zijn ook gewild door hun klankkleur en sustain.  
Dean Zelinsky verkocht zijn zaak in 1986 aan Tropical Music. Vele gitaristen zijn teleurgesteld wanneer blijkt dat de kwaliteit van de gitaren erop achteruit gaat in de jaren na de verkoop. In 1995 koopt Elliott Runbinson echter Dean over en brengt de kwaliteit terug op niveau. In 2001 wordt Dean Zelinsky tijdelijk teruggehaald door Elliott Rubinson om de USA-afdeling van het bedrijf te gaan leiden, maar in 2008 verdwijnt hij weer om samen met Jeff Diamant de gitaarpoot van diens bedrijf op te zetten, onder de naam DBZ Guitars.
Naast gitaren en basgitaren bouwt Dean ook Ukelele's, banjo's en gitaarversterkers. Deze worden echter niet door Dean Guitars gebouwd, maar geïmporteerd en van de naam Dean voorzien.

## Bekende namen
Een aantal gitaarmerken wedijvert met elkaar om zo veel mogelijk bekende namen aan zich te binden. Ook Dean Guitars heeft veel gitaristen ingelijfd, meestal uit de hoek van hardrock en Heavy metal. De signaturemodellen van Dave Mustaine, Michael Amott, Rusty Cooley en Vinnie Moore hebben echter een andere afstelling en materiaalgebruik voor consumenten dan de exemplaren waar de artiesten zelf op spelen.

## Modellen
- V
- Z
- ML
- Cadillac
- E'Lite
- Hollywood
- Razorback
- Baby V
- Baby Z
- Baby ML
- Hard Tail
- Vendetta
- Mach 5
- Mach 7
- Nashvegas Zone
- Custom Zone
- Sarasota
- Psychobilly
- Avalanche
- Palomino
- Evo